# Aart Vierhouten
Aart Vierhouten (né à Ermelo le 19 mars 1970) est un coureur cycliste néerlandais des années 1990-2000. Professionnel entre 1996 et 2009, il termine sa carrière dans l'équipe Vacansoleil.

## Biographie
Aart Vierhouten passe professionnel en 1996 dans l'équipe Rabobank. En 2002, il rejoint l'équipe belge Lotto, dans laquelle il lance les sprints pour Robbie McEwen. En 2008, il est membre de l'équipe P3 Transfer-Batavus où il met son expérience au service de jeunes coureurs, jusqu'en 2009. Il prend sa retraite à l'issue de cette dernière saison.

## Palmarès

### Palmarès amateur
- 1986
  - 2e du championnat des Pays-Bas de cyclo-cross cadets
- 1990
  - 2e étape des Deux Jours du Gaverstreek
- 1992
  - 3e du Tour de Flandre-Occidentale
- 1993
  - Classement général du Tour de la province de Liège
  - Internatie Reningelst
  - 2e étape du Tour du Hainaut
  - Drielandenomloop
- 1994
  - 1re et 9e étapes du Tour de la Région wallonne
- 1995
  - 2e de la Coupe Sels
  - 3e de l'Internatie Reningelst
  - 3e du Circuit des régions flamandes

### Palmarès professionnel
| - 1996 - Tour de Rhede - 7e étape du Teleflex Tour - 1997 - 2e étape du Tour de Rhénanie-Palatinat - 8e de Paris-Tours - 1998 - 2e du Grand Prix du 1er mai - 1999 - 3e de la Ruddervoorde Koerse - 10e de Paris-Tours - 2000 - Groningue-Münster - 2e du Prix national de clôture | - 2001 - 2e de la Coupe Sels - 3e du Grand Prix de la ville de Zottegem - 2006 - 1re étape du Ster Elektrotoer - Tour de Frise - 2e du Grand Prix Rudy Dhaenens - 3e du Grand Prix E3 - 3e du championnat des Pays-Bas de l'américaine (avec Kenny van Hummel) - 2007 - 2e de la Nokere Koerse - 2009 - 3e du Tour du Groene Hart - 3e à la Ruddervoorde Koerse |

## Résultats sur les grands tours

### Tour de France
3 participations
- 1998 : 88e
- 2002 : non-partant (8e étape)
- 2004 : hors délais (16e étape)

### Tour d'Italie
5 participations
- 2000 : abandon (15e étape)
- 2002 : 104e
- 2003 : abandon (9e étape)
- 2004 : 110e
- 2005 : non-partant (13e étape)

### Tour d'Espagne
2 participations
- 1997 : 89e
- 1999 : 82e

## Classements mondiaux
| Année           | 2006 | 2007 | 2008 | 2009 |
| --------------- | ---- | ---- | ---- | ---- |
| UCI Asia Tour   | 195e | 259e |      |      |
| UCI Europe Tour | 28e  | 104e | 362e | 155e |